# Pavel Krbec
Pavel Krbec (* 24. května 1975 Praha) je český manažer.

## Životopis
Pavel Krbec se narodil v Praze. Vystudoval Matematicko-fyzikální fakultu Univerzity Karlovy, kde v roce 2005 získal titul PhD. Ve vědecké kariéře pokračoval v IBM Research, kde pracoval na algoritmech pro zpracování přirozeného jazyka.

Od roku 2008 působil v TV Nova, kde byl ředitelem divize internetových projektů v letech 2010 až 2014. Během kariéry na TV Nova byl silným zastáncem

placeného obsahu na Internetu. Pod jeho vedením byla většina online obsahu TV Nova umístěna za paywall nově spuštěného portálu Voyo.
Od roku 2014

pracoval Krbec pro společnost Modern Times Group, kde stál za spuštěním VOD služby Viaplay v Estonsku, Litvě a Lotyšsku. Od roku 2016 do roku 2019 působil na pozici ředitele onlinových aktivit pro společnost Home Credit International. Od roku 2020 do roku 2022 působil jako generální ředitel ve společnosti RIXO. Od roku 2023 nastupuje jako CEO Livesport.

## Rodina
Pavel Krbec je ženatý, s manželkou Annou Krbcovou má dvě děti.[zdroj⁠?!]